# Piper adreptum
Piper adreptum är en pepparväxtart som beskrevs av William Trelease. Piper adreptum ingår i släktet Piper och familjen pepparväxter. Inga underarter finns listade i Catalogue of Life.